# Aída Yéspica
Aída María Yéspica Jaime (Barquisimeto, Lara, 15 de julio de 1982) más conocida como Aida Yéspica, es una modelo, actriz, presentadora y socialité venezolana, conocida en el mundo del espectáculo y moda de Venezuela, Italia, España y Estados Unidos.
En 2002, participó en el Miss Venezuela representando a Amazonas, Aída Yéspica obtuvo los títulos de Miss Piel Palmolive y La piel más linda. Yéspica fue considerada un símbolo sexual entre los años 2000 y 2010, Yéspica, debido a su considerable encanto ha realizado varios calendarios y fue noticia tanto en Italia como a nivel internacional también en las revistas de la prensa rosa por los acontecimientos relacionados con su carrera artística y sus relaciones de amor.

## Notas biográficas

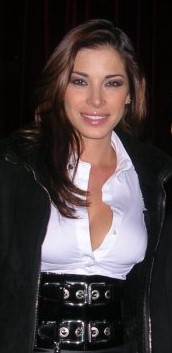
Aída Yéspica.